# Салинас-и-Теруэль, Хуан Пабло
Хуан Пабло Салинас-и-Теруэль (исп. Juan Pablo Salinas Teruel; 1871, Мадрид — 9 марта 1946, Рим) — испанский художник, младший брат Агустина Салинаса-и-Теруэля (1861—1915)

## Биография

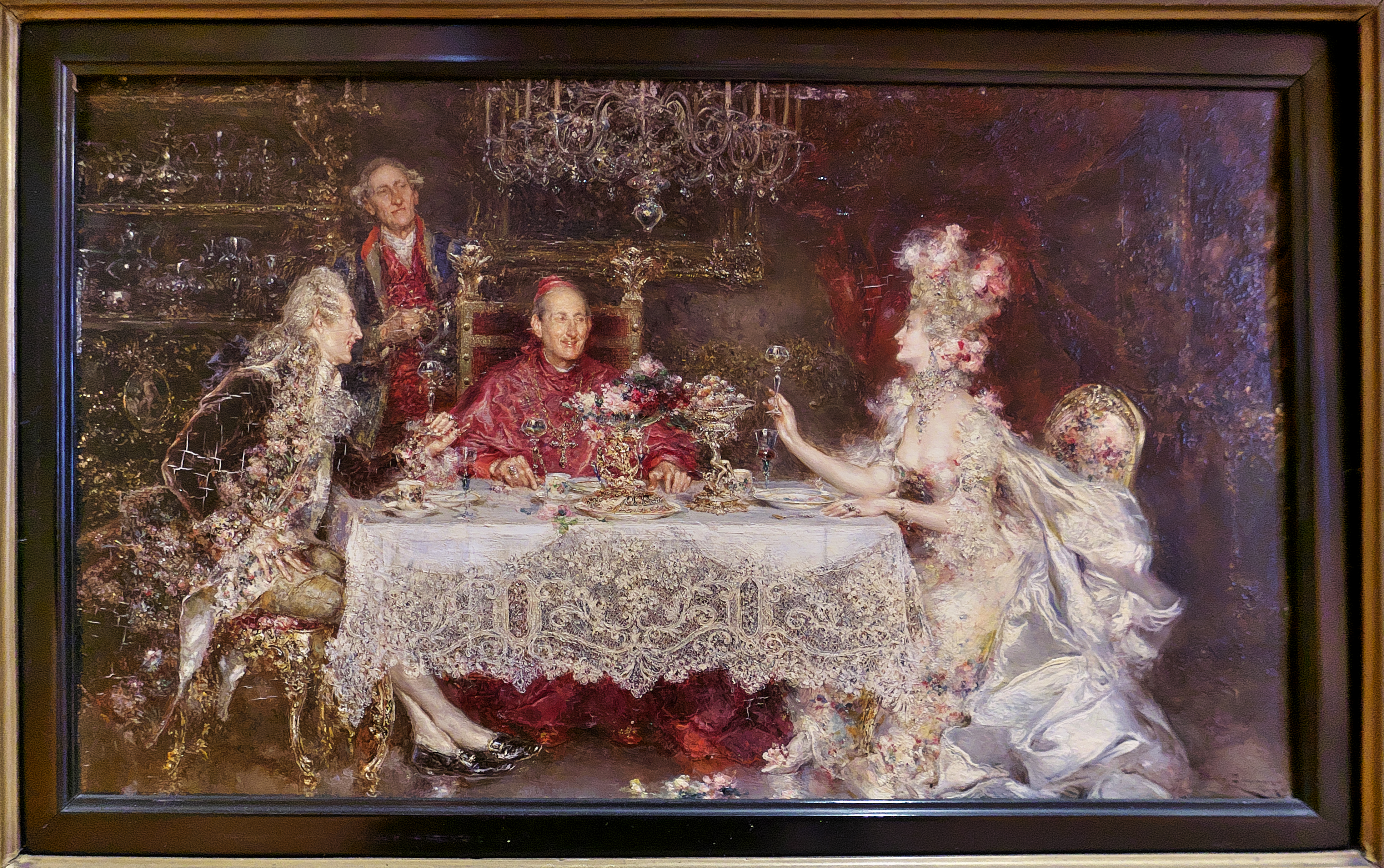
Тост за кардинала

Родился в 1871 году в Мадриде. Как и его брат, получил образование в мадридской академии художеств (Королевской академии Сан-Фернандо).
В 1886 году получил грант для продолжения образования в Риме от провинциального совета Сарагосы (Сарагоса была родным городом семьи Салинаса-и-Теруэля, там же появился на свет его старший брат). В Риме Хуан Пабло присоединился к Агустину, который получил такую же стипендию ранее. Завершив своё образование в Риме, Хуан Пабло отправился в Париж, где впервые привлёк к себе внимание широкой публики.
В дальнейшем Салинас неоднократно выставлял свои картины на ежегодных испанских Национальных художественных выставках в Мадриде. Некоторые из его картин воспроизводились в испанских иллюстрированных журналах. 
Как художник, Салинас специализировался на жанровых сценах, в основном, в декорациях XVIII столетия, чрезвычайно пышных по своей художественной манере. Салинас был собирателем антиквариата, причём некоторые предметы затем использовал, изображая их для своих работ.
У Салинаса было две дочери, которые не раз позировали для полотен отца. 
Скончался Салинас в 1946 году в Риме.

## Галерея

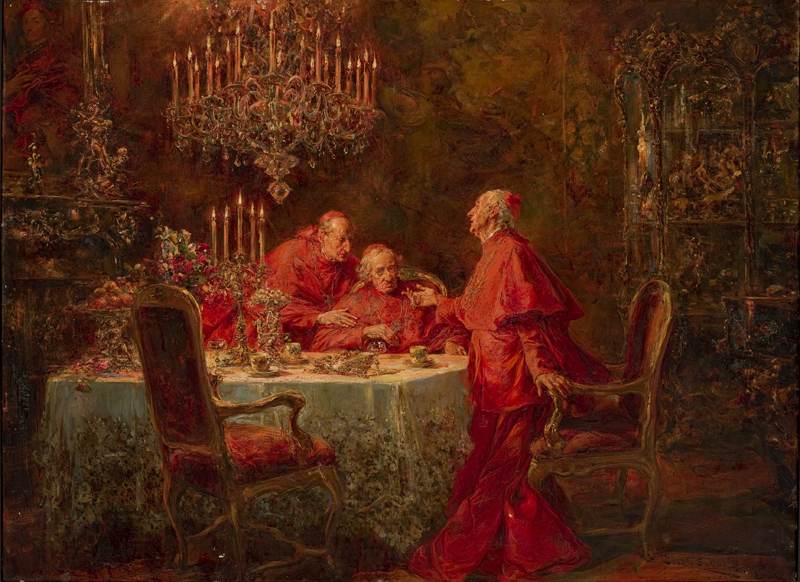
Три прелата
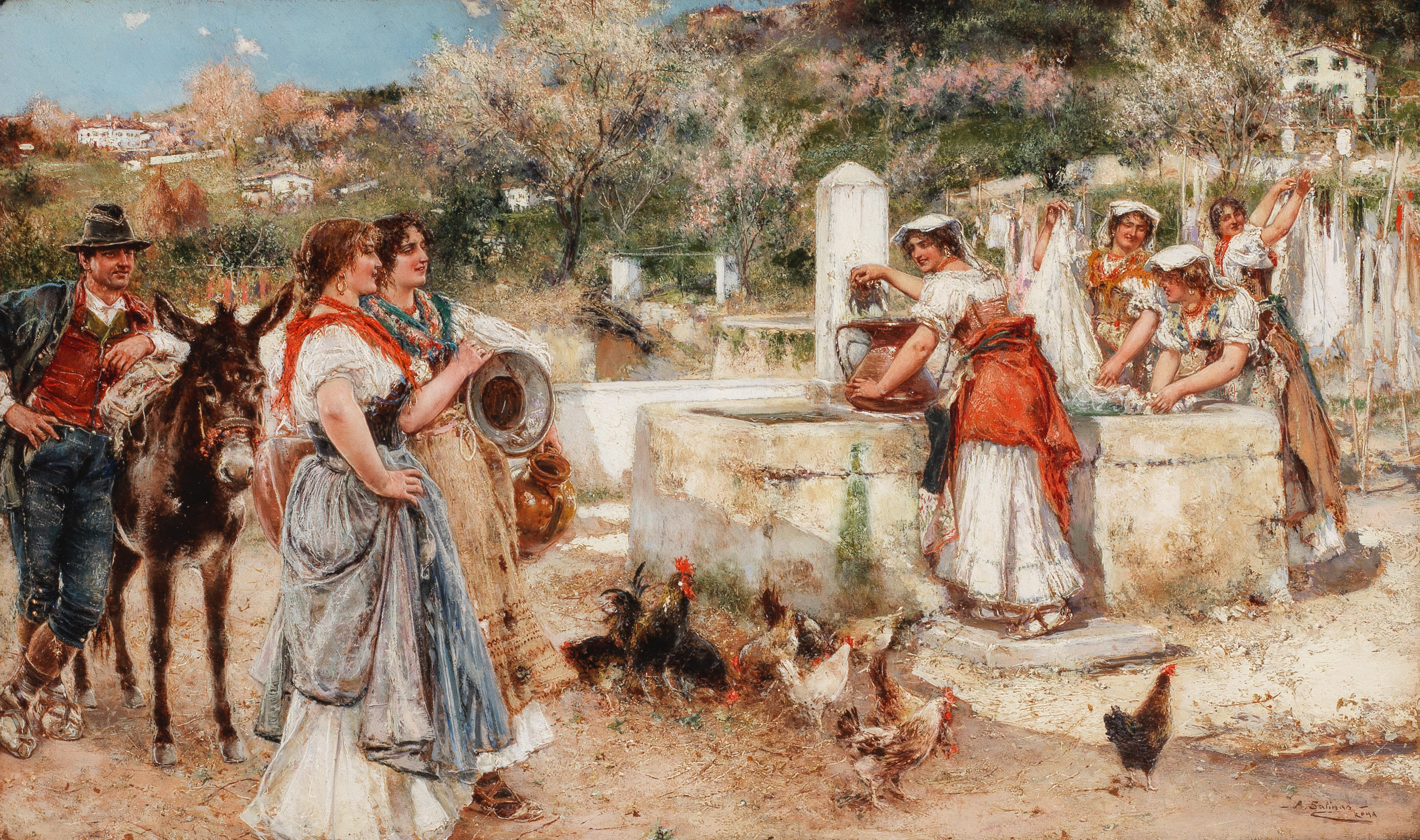
У деревенского колодца
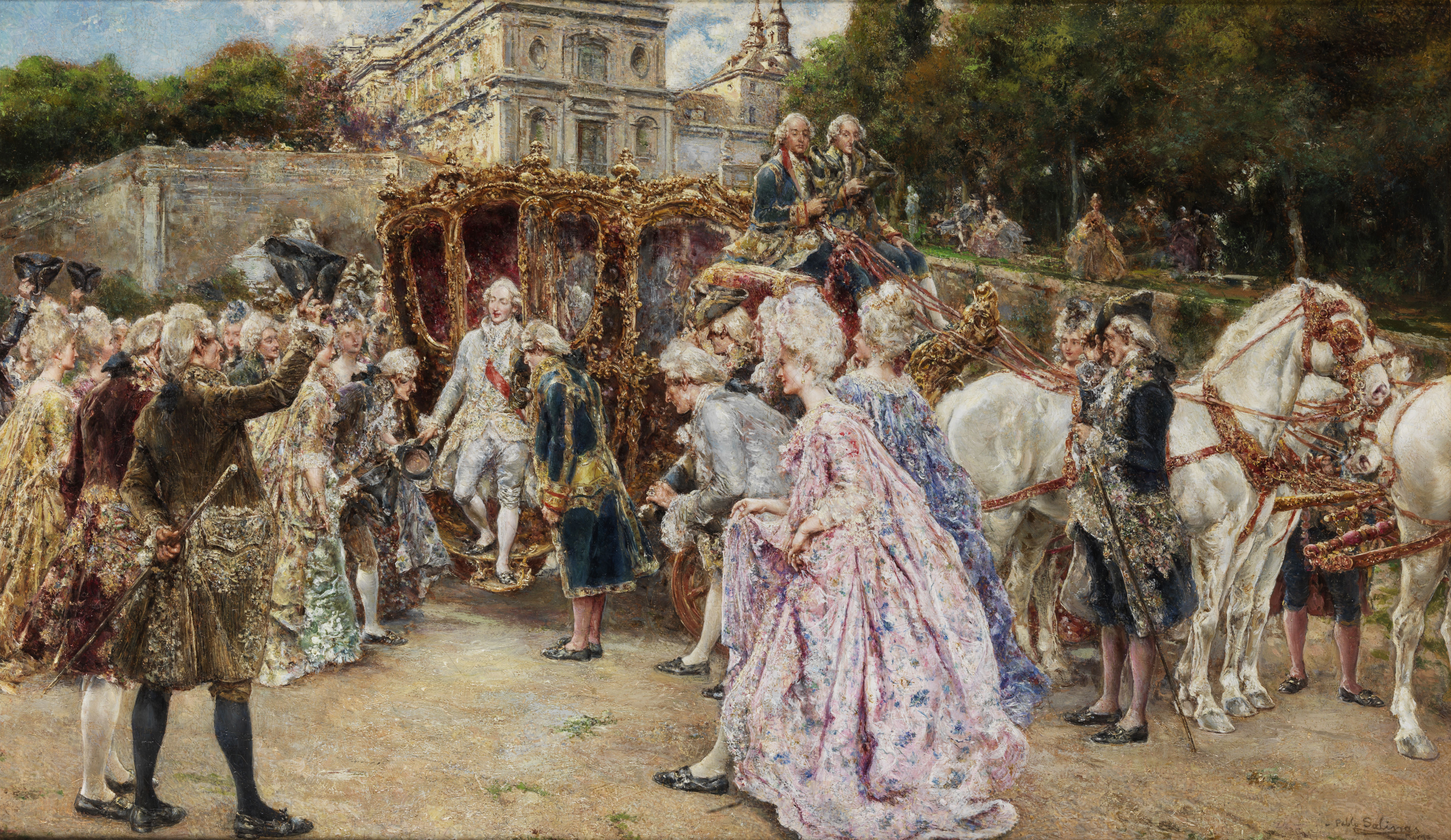
Прибытие принца
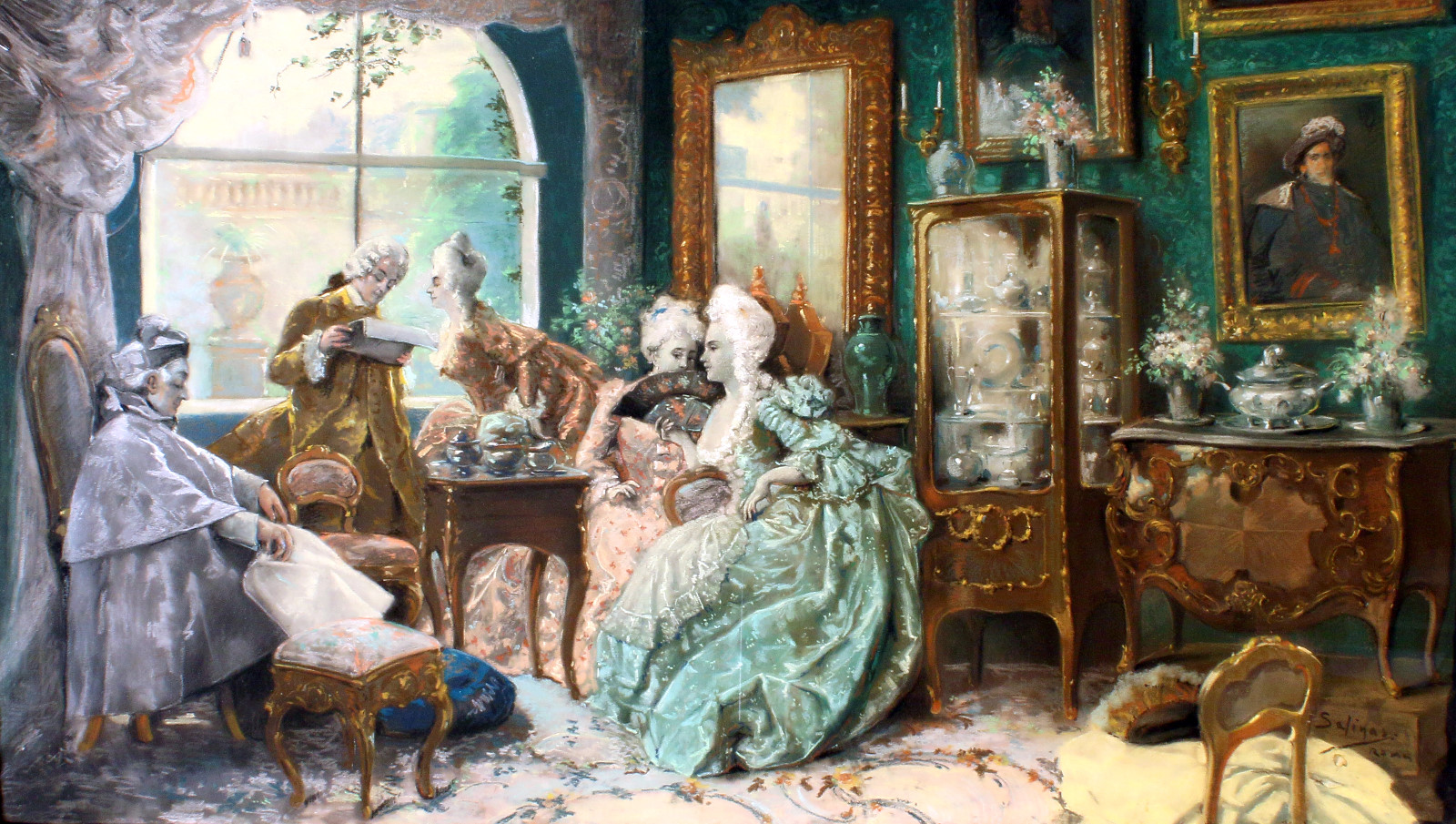
Светский салон эпохи рококо
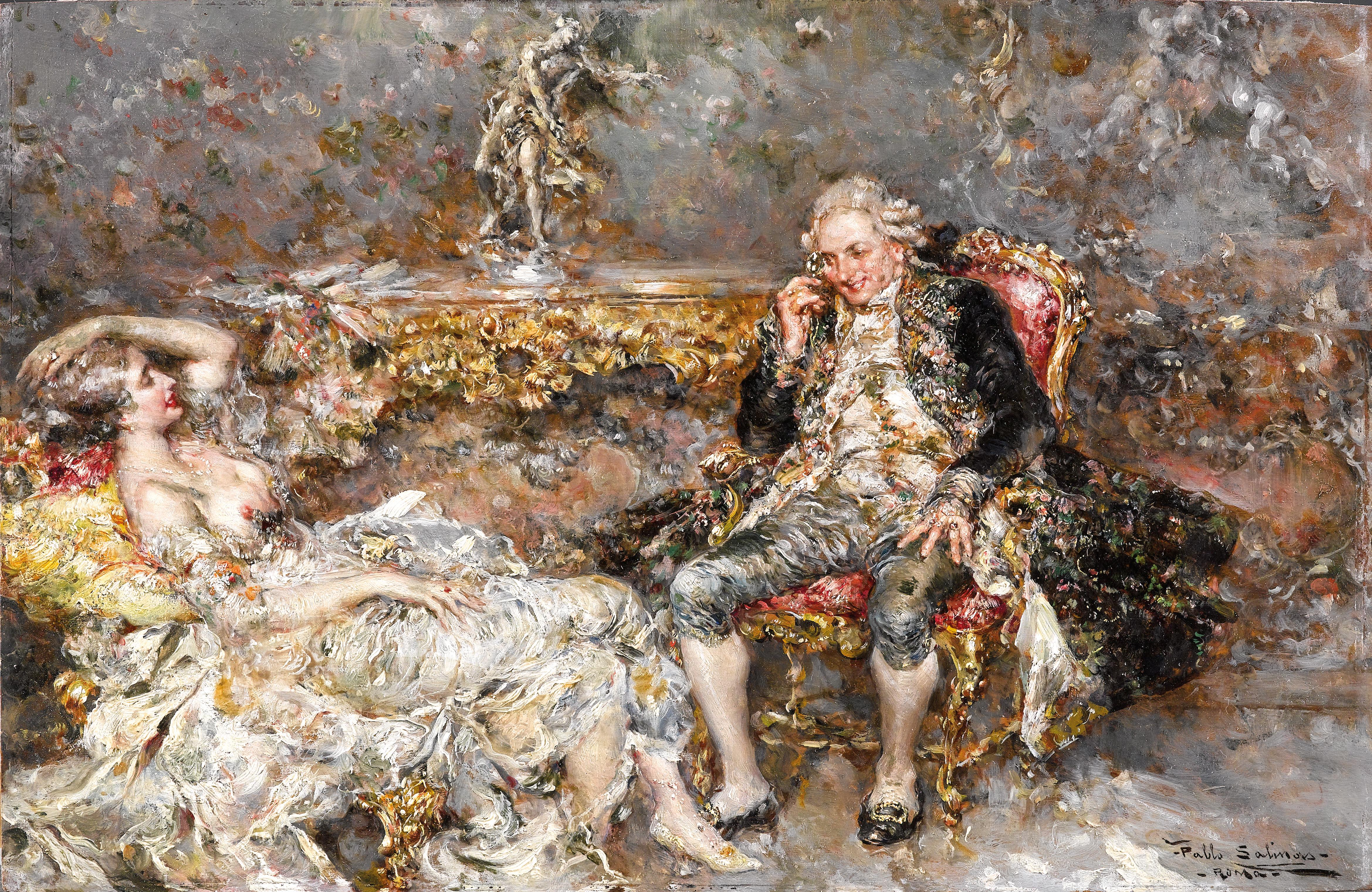
Сцена в будуаре
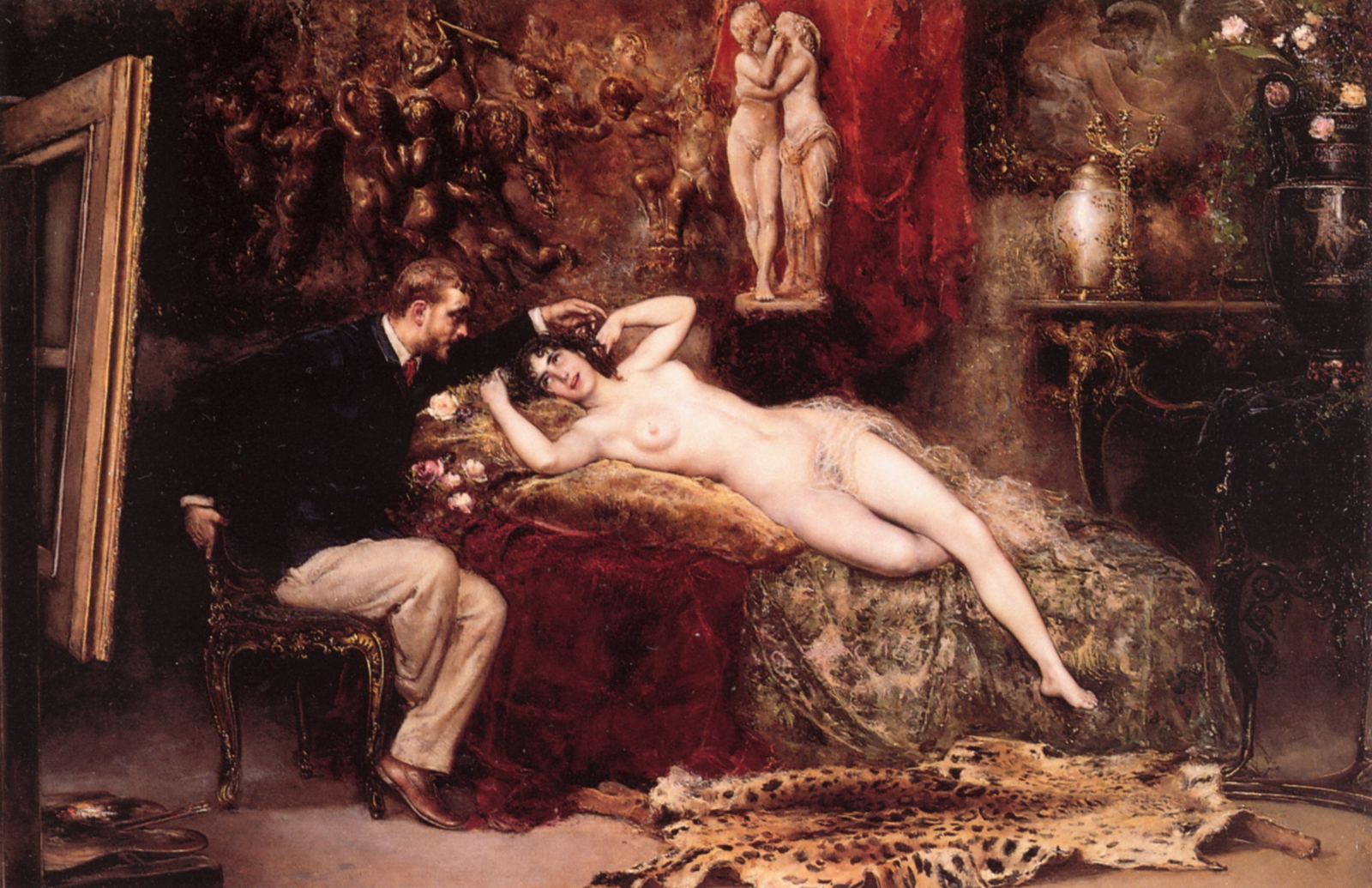
В мастерской художника
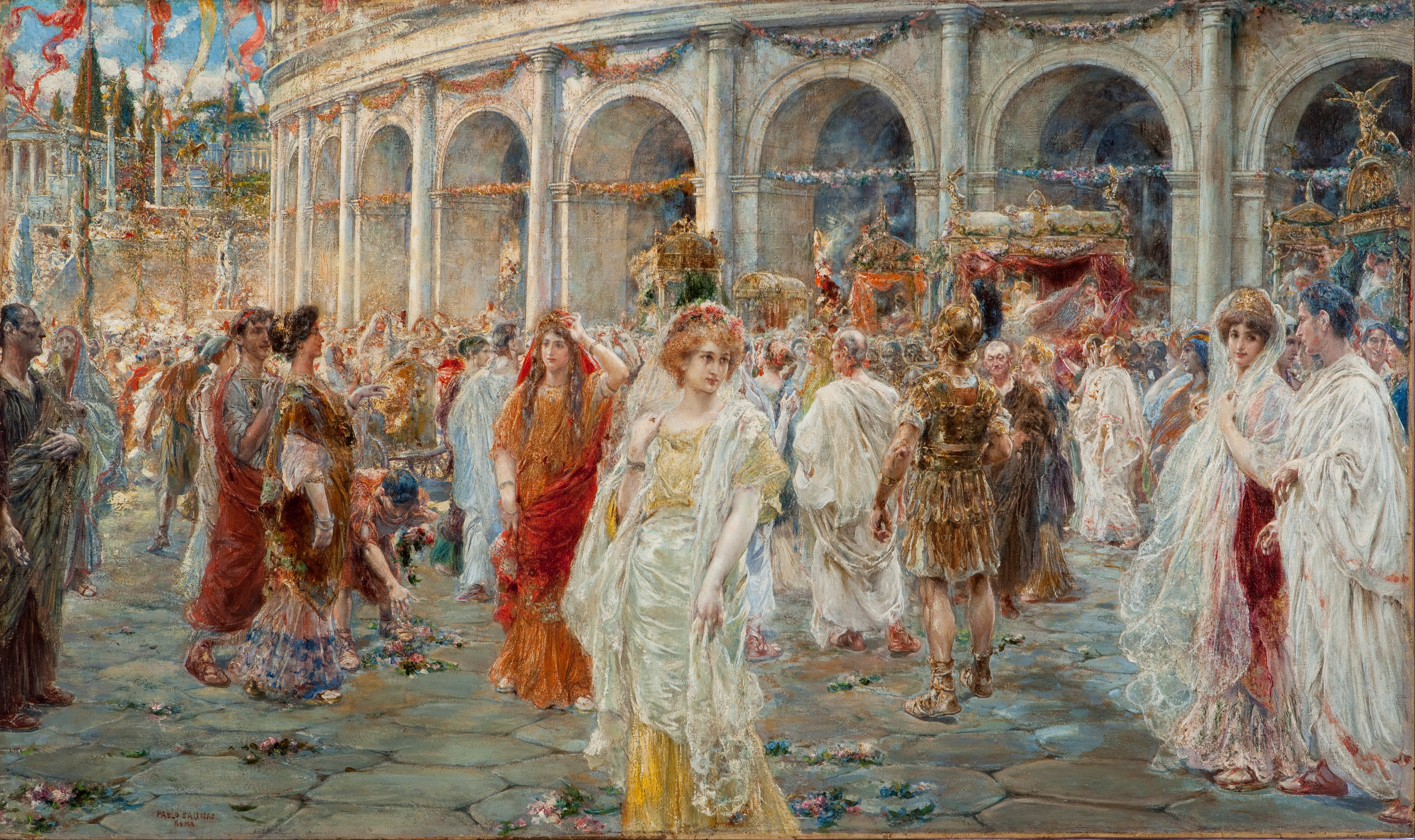
Древний Рим. У Колизея в праздничный день.
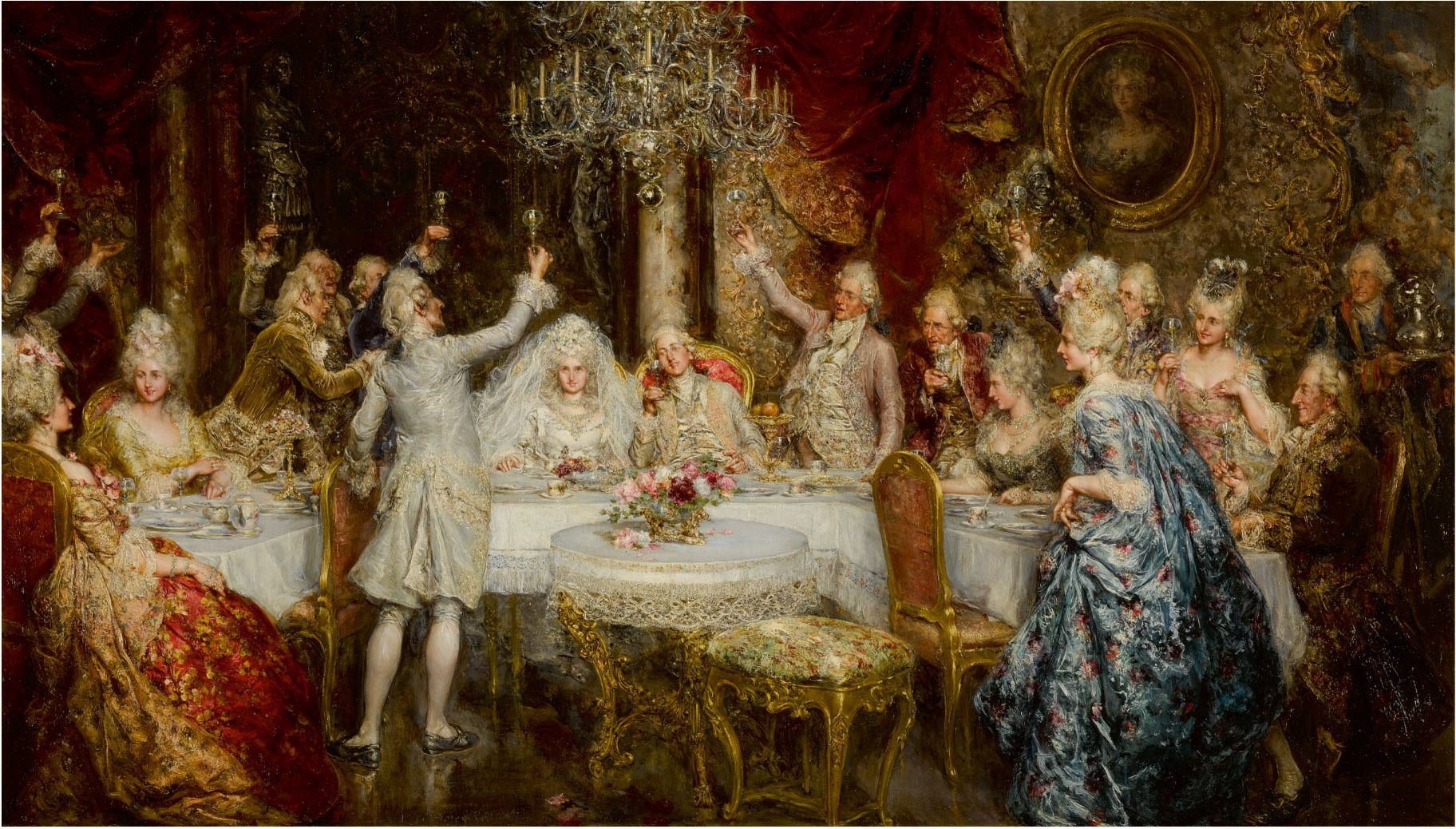
Свадьба